# ScanKromsator
ScánKromsátor — программа для обработки изображений, полученных при сканировании книг, журналов и другой печатной продукции. Результат обработки оптимизирован для сохранения в форматах DjVu или PDF. Разработана для операционной системы Microsoft Windows, но может работать и в операционной системе Linux (при использовании Wine).
Часть пользователей критикует программу за сложный и запутанный интерфейс.

## Возможности
Возможности программы, заявленные в авторской инструкции к версии 1.0 beta:
- Конвертация формата и DPI изображений.
- Разворот изображений на 90, −90, 180 градусов.
- Разрезание разворотов страниц на две отдельные страницы.
- Автоматическое определение ширины книги и приведение размеров всех её страниц к единому значению.
- Автоматическое исправление наклона и полей страниц.
- Убирание лишних или «грязных» полей.
- Поддержка профилей обработки

А также, в более современных версиях:
- Отделение иллюстраций от текста для раздельной обработки
- Конвертация в DjVu или PDF прямо из СканКромсатора
- Замена глифов букв на основе подключаемого текстового слоя (из FineReader с помощью специальной утилиты-парсера проекта FR, или из TesserAct), в том числе с клавиатуры
- Вставка гиперссылок (оглавление, предметный указатель, сноски, листы опечаток etc.)

## Опыт использования
Программа ScanKromsator была использована в том числе при создании электронного фонда сибирской периодики.

## Критика
Сотрудник Научной педагогической библиотеки им. К. Д. Ушинского А. А. Лапин в 2011 году писал, что интерфейс ScanKromsator (версия 5.92.full.) крайне запутанный, а работа с полутоновыми и цветными изображениями некорректная, так как, в первую очередь, программа ориентирована на чёрно-белые. Главное преимущество — поддержка сканирования разворотов книги, но, с точки зрения Лапина, она не перевешивает недостатки. В. Прудникова отмечала, что если программа ScanKromsator покажется слишком сложной, то можно использовать другую.